# Amos Lake
Amos Lake är en sjö i Antarktis. Den ligger på Signy Island i Sydorkneyöarna. Argentina och Storbritannien gör anspråk på området. Amos Lake ligger 90 meter över havet. Den ligger vid sjön Light Lake.